# Michał Rękas (polityk)
Michał Rękas (ur. 19 września 1903 w Luchowie Dolnym, zm. 5 lutego 1955 w Celestynowie) – polski działacz ruchu ludowego, polityk, pedagog, poseł do Krajowej Rady Narodowej oraz na Sejm Ustawodawczy.

## Życiorys
Urodził się w Luchowie Dolnym w powiecie biłgorajskim, w rodzinie chłopskiej. W 1924 ukończył gimnazjum w Leżajsku, a następnie studia filozoficzne na Uniwersytecie Lwowskim oraz pedagogiczne na Uniwersytecie Warszawskim. Już po wyzwoleniu w 1946 uzyskał doktorat. Przed wojną pracował jako nauczyciel, a społecznie w organizacjach młodzieżowych, w kółkach rolniczych i ZNP. Jego staraniem pobudowano szkoły w miejscowościach, w których uczył. Od 1935 pracował w Celestynowie pod Warszawą jako kierownik szkoły. Tam rozwijał aktywną działalność oświatową i społeczną (m.in. zorganizował bibliotekę, świetlicę i zainicjował budowanie szkoły).
Już jesienią 1939 utworzył komplety tajnego nauczania w zakresie szkoły średniej, w których uczestniczyło blisko 150 osób. W 1944 podjął pracę w resorcie oświaty PKWN. Z ramienia ZMW „Wici” został posłem do KRN, wchodził w skład kierownictwa ZMW i SL. Był współorganizatorem Wyższej Szkoły Gospodarstwa Wiejskiego i jej prorektorem. Prowadził rozległą prace dydaktyczną, uruchomił w Łodzi Spółdzielnię Wydawniczą Prasa Chłopska. W latach 1947–1952 był posłem na Sejm Ustawodawczy (z listy PSL „Nowe Wyzwolenie”).
Publikował liczne artykuły i rozprawy w czasopismach. Ostatnie lata spędził w Celestynowie, pracując jako polonista w założonym przez siebie podczas okupacji gimnazjum. Zajmował się również pracą naukową, której owocem były książki Z przeszłości chłopskiego antyklerykalizmu (Ludowa Spółdzielnia Wydawnicza, Warszawa 1953) i Obrońcy chłopów w dobie polskiego Odrodzenia (Ludowa Spółdzielnia Wydawnicza, Warszawa 1954).
Pochowany został na Cmentarzu Parafialnym w Celestynowie.

## Ordery i odznaczenia
- Krzyż Oficerski Orderu Odrodzenia Polski (1946)[2]